# 1864 у літературі

## Події
- В  Російській імперії відбулася заборона литовського друку.

## Твори
- Чарлз Дікенс почав друкувати місячними випусками роман «Наш спільний друг».
- Жуль Верн видав роман «Подорож до центру Землі».
- Александр Дюма (батько) написав роман «Луїза Сан-Феліче ».

## Народилися
- Адіб Нішапур
- Адольф Черни
- Альфред Герман Фрід
- Анна Гаава
- Анрі де Реньє
- Антонін Сова
- Баранов Олександр Миколайович
- Безсмертний Євген Адріанович
- Боровик Віталій Гаврилович
- Бранислав Нушич
- Вальтер фон Бергманн
- Гаджега Василь Миколайович
- Генріх Вельфлін
- Герман Геєрманс
- Герман Гортер
- Горбунов-Посадов Іван Іванович
- Грабовський Павло Арсенович — український поет, лірик, публіцист, перекладач.
- Джон Джейкоб Астор IV
- Едмунд Гілберт Бейкер
- Ендрю Бартон Патерсон
- Енріке Коелью Нетто
- Ерік Аксель Карлфельдт
- Етель Ліліан Войнич
- Жуль Ренар
- Ігумнов Сергій Миколайович
- Клара Емілія Смітт
- Коваленко Григорій Андрійович
- Колесса Іван Михайлович
- Кононенко Мусій Степанович
- Кос Андрій Михайлович
- Костенко Федір Андрійович
- Михайло Коцюбинський — український письменник, громадський діяч, голова Просвіти в Чернігові.
- Леон Дорес
- Людмила Малінаускайте-Егле
- Маккавейський Микола Корнілійович
- Марков Дмитро Андрійович
- Мігель де Унамуно
- Моріс Леблан
- Неллі Блай
- Потапенко В'ячеслав Опанасович
- Роман Дмовський
- Рудаков Василь Єгорович
- Самійленко Володимир Іванович — український поет-лірик, сатирик, драматург і перекладач.
- Стефан Жеромський
- Сухотіна-Толстая Тетяна Львівна
- Темістоклес Замміт
- Токтогул Сатилганов
- Франк Ведекінд
- Франко Ольга Федорівна (Хоружинська)
- Харі Нараян Апте
- Шелухін Сергій Павлович
- Юхан Лійв
- Ян Пітер Вет

## Померли
- Аделаїда Енн Проктер
- Андраш Фай
- Востоков Олександр Христофорович
- Вук Караджич
- Денісьєва Олена Олександрівна
- Джон Геннінг Спік
- Едвард Желіговський
- Жан-Жак Ампер
- Імре Мадач
- Кастусь Калиновський
- Ласло Салаї
- Лео фон Кленце
- Лизогуб Андрій Іванович
- Міхал Балінський
- Нана Асмау
- Натанієль Готорн
- Сімонас Даукантас
- Теодор Нарбут
- Фердинанд Лассаль
- Хун Женьгань
- Шевирьов Степан Петрович
- Юріс Алунанс